# Catharsis
Pour les articles homonymes, voir Catharsis (homonymie).
La catharsis, du grec ancien κάθαρσις / kátharsis, « purification, séparation du bon avec le mauvais » est un rapport à l'égard des passions, un moyen de les convertir, selon la philosophie aristotélicienne relative à la rhétorique, à l’esthétique, et à la politique.
De nos jours, en psychanalyse, à la suite de Sigmund Freud, la catharsis est tout autant une remémoration affective qu'une libération de la parole ; elle peut mener à la sublimation des pulsions. En ce sens, elle est l'une des explications données au rapport d’un public à un spectacle, en particulier au théâtre. La catharsis permet de se purger de ses passions.

## Définitions

### Énigme originaire et oppositions d'interprétations
Selon le professeur de psychologie clinique et pathologique Jean-Michel Vivès, l'unique mention de la catharsis dans la Poétique d'Aristote est une « énigme » :

« Et, en représentant la pitié et la frayeur, elle [la représentation] réalise une épuration [catharsis] de ce genre d’émotions »

Énigme car métaphore venant du vocabulaire médical sans que l'on sache précisément à quoi il est fait référence. La Poétique ne précise que ce sur quoi la catharsis porte : les affects de pitié et de crainte, « il faut donc supposer que la catharsis réside dans cette faculté paradoxale et mystérieuse, qui serait propre au spectacle tragique, de transformer des sentiments désagréables en plaisir », d'après Vivès, et qui a entraîné différentes interprétations, de la Renaissance à nos jours.
La lecture classique des humanistes en donne une dimension uniquement morale qui consiste à purger le spectateur d'une tragédie de ses mauvaises passions (ce qui laissait le dramaturge Corneille pour le moins sceptique) et sera remise en cause à partir du XVIIIe siècle au profit d'une interprétation métaphorique comme une sorte de traitement médical, d'après Vivès : « la mimèsis tragique » résulterait en « passions épurées », soulagement et plaisir presque physique que l'on retrouve dans une autre œuvre d’Aristote : le chapitre VIII de la Politique qui met en lien la catharsis avec la musique ; « le terme vise alors le calme recouvré par certains auditeurs après l'exaltation suscitée par les chants sacrés (l'âme revient à elle-même comme sous l'action d'une “cure médicale”, et ce soulagement s'accompagne de plaisir). […] Le plaisir serait alors lié à la “décharge” de certaines “humeurs” dont une concentration excessive constituerait la cause du trouble pathologique ».
En son sens grec antique, « l’adjectif katharos associe la propreté matérielle, celle du corps et la pureté de l’âme morale ou religieuse. La Katharsis est l’action correspondant à « nettoyer, purifier, purger ». Il a d’abord le sens religieux de « purification », et renvoie en particulier au rituel d’expulsion pratiqué à Athènes la veille des Thargélies. Il convenait de purifier la cité en expulsant des criminels, puis des boucs émissaires, selon le rituel du pharmakos. […] La Katharsis lie la purification à la séparation et à la purge, tant dans le domaine religieux, politique que médical. En tant que remède, la Katharsis implique plus précisément l’idée de médecine homéopathique : il s’agit, avec la purgation, de guérir le mal par le mal. C’est d’ailleurs pour cela que tout pharmakon est poison autant que remède ».

### Platon
Chez Platon, elle est le pouvoir de séparer l’âme de son ignorance.
Platon va transposer le concept de catharsis à une pratique philosophique, intellectuelle et spirituelle. Le terme « catharsis » étant polysémique, le philosophe le définit par un rapprochement avec la médecine et par l'usage de métaphores. Il reprend l’idée de la purge qui prépare le corps à une élévation de l’âme en le purifiant de toutes ses impuretés. Ainsi, Platon prétend que l’âme ne peut se saisir de nouvelles connaissances sans s’être débarrassée des opinions et des a priori. Dans un passage du Sophiste, Platon utilise la métaphore médicale pour établir la catharsis comme une technique pour réfuter ou rejeter les fausses idées. Elle se rapproche alors du concept de l’accouchement par la maïeutique. Par cet exemple, il propose de faire de la catharsis un moyen de compréhension de phénomènes qui sont difficilement accessibles. Cette utilisation médicale du terme permet à Platon d’inventer ce qu’il appelle la médecine de l’âme. Cette purgation de l'esprit permet de rejeter et d'évacuer les idées fallacieuses. N'étant pas réellement une pratique médicale, mais plutôt une purification morale, la catharsis « ne s'adresse pas seulement à des malades ou à des patients qu'il faudrait guérir, mais comme le dit explicitement Platon, […] [elle peut et doit] s'appliquer à tous les hommes ». Cette guérison de l'âme est donc directement liée à un apprentissage moral puisque les idées malsaines sont évacuées pour laisser place à d'autres plus vertueuses.
Platon va également se servir de la catharsis pour donner une signification aux rites funéraires qui permettent la séparation du corps et de l’âme. Le philosophe applique cette même séparation à la pensée philosophique. Il dit que la réflexion épure l’âme, et que celui qui s’éloigne du monde matériel peut aspirer à la connaissance. Pour lui, le corps est un lieu d’impureté qui ne permet pas d’accéder au savoir. Une purification complète demanderait ainsi une séparation entre l'âme et le corps.
Contrairement à Aristote, Platon ne croit pas que les arts permettent aux êtres humains de se libérer d'émotions telles que la pitié et la terreur puisqu'ils représentent un trop grand danger. Les personnages de théâtre joués sur scène sont des contre-exemples de vertu et incitent les spectateurs à adopter des comportements similaires aux leurs. Le public devrait se méfier du plaisir éprouvé lors des représentations car elles lui font croire aux apparences.

### Aristote
Le terme de catharsis est fréquemment employé par Aristote, presque toujours au sens physiologique, à propos des « humeurs peccantes » dont l’art ou la nature provoque l’élimination : ce fait montre clairement qu’Aristote est très loin des significations religieuse et morale qu’on a proposées. Le terme n'apparaît qu'une seule fois dans le traité sur la Poétique :

« La tragédie (…) est une imitation faite par des personnages en action et non au moyen d’un récit, et qui, suscitant pitié et crainte, opère la purgation propre à pareilles émotions. »

Le terme catharsis (rendu ici par « purgation ») est emprunté au vocabulaire médical. Une discussion existe pour savoir si, chez Aristote, le terme doit être pris au sens littéral ou figuré. Les humanistes de la Renaissance Vincenzo Maggi, Antonio Sebastiano Minturno et Antonio Scaino avaient une compréhension physiologique du terme. Cette interprétation physiologique et médicale a été remise en service au XIXe siècle par les philologues Henri Weil et Jacob Bernays. Plus récemment, cette compréhension littérale du terme, au plus près du texte aristotélicien, a été réactivée par les spécialistes. La Poétique indique en effet que le spectateur de la tragédie éprouve à la fois de la pitié pour les personnages et, par empathie, en se mettant à leur place, de la crainte. Or, selon Aristote, la pitié est une émotion chaude, et la crainte une émotion froide. Les deux émotions s’équilibrent donc en provoquant une catharsis, ou purification, du mélange humoral dans le corps du spectateur.
À partir du XVIIe siècle, parce que les lecteurs avaient du mal à accepter l’idée, pourtant courante dans l’Antiquité, qu’un texte puisse avoir une action physiologique ou médicale, une compréhension figurée de la catharsis a été développée. Dans cette interprétation, il s'agirait d’une simple métaphore, qui évoque la transformation en plaisir des émotions pénibles que sont la crainte et la pitié. La catharsis est donc seulement la purgation, au sens d’un soulagement, de ces deux passions tragiques qui se produisent durant la représentation artistique. Le héros de tragédie est en effet, selon Aristote, un composé de bon et de mauvais, réunis dans une telle proportion que son malheur n’excite pas notre indignation ; c'est un juste frappé par le malheur, et ce spectacle suscite en nous la pitié et la crainte. Or l’effet propre à la tragédie consiste précisément à soulager les âmes de ces deux sentiments de terreur et de pitié par la force même avec laquelle elle les excite.
La catharsis dans la tragédie est un phénomène analogue à celui de la catharsis musicale dont Aristote développe la définition au livre VIII de sa Politique. Il y évoque les « chants d’enthousiasme » et les « chants d’action » qui servent à la catharsis et au délassement. Les « chants d’enthousiasme » (ἐνθουσιαστικὰ μέλη / enthousiastikà mélē) produisent un effet similaire à celui que produisent les chants sacrés : l’âme n’y est troublée que pour être finalement apaisée, comme si elle avait trouvé, dit-il, un « remède et une catharsis » :

« Nous voyons ces mêmes personnes, quand elles ont eu recours aux mélodies qui transportent l'âme hors d'elle-même, recouvrer leur calme comme si elles avaient pris un remède et une purgation. C'est à ce même traitement, dès lors, que doivent être nécessairement soumis à la fois ceux qui sont enclins à la pitié et ceux qui sont enclins à la terreur, et tous les autres qui, d'une façon générale, sont sous l'empire d'une émotion quelconque pour autant qu'il y a en chacun d'eux tendance à de telles émotions, et pour tous il se produit une certaine purgation et un soulagement accompagné de plaisir. Or, c'est de la même façon aussi que les mélodies purgatrices procurent à l'homme une joie inoffensive. »

En assistant à une tragédie ou en recourant aux « mélodies qui transportent l'âme hors d'elle-même », le spectateur se libère de ses émotions et éprouve « un soulagement accompagné de plaisir », κάθαρσιν μεθ’ ἡδονῆς / kátharsin meth’ hēdonễ. Ces chants cathartiques donnent aux hommes « une joie sans dommage », en grec χαρὰν ἀϐλαϐῆ / kharàn ablabễ, ils nous permettent d’éprouver les émotions de crainte et de pitié avec plaisir. Telle est la sorte de médication, de traitement ou d’hygiène que la tragédie et les chants produisent sur l’âme humaine selon Aristote.

### Interprétations modernes
Le débat sur la catharsis, à partir de la Renaissance, concerne l'interprétation (morale, religieuse, politique, esthétique, etc.) de cette transformation de la gêne en plaisir, ainsi que l'élément, dans la tragédie, qui peut être comparé à cette transformation. Le sens large que ce terme possède en grec, et ses connotations religieuses aussi bien que politiques traceront la voie à son interprétation ultérieure comme une purification morale. En s'identifiant à des personnages dont les passions coupables sont punies par le destin, le spectateur de la tragédie se voit délivré, purgé des sentiments inavouables qu'il peut éprouver secrètement. Le théâtre a dès lors pour les théoriciens du classicisme une valeur morale, une fonction édifiante. Plus largement, la catharsis consiste à se délivrer d'un sentiment encore inavoué. Ce sens large a donné lieu à un emploi particulier de ce terme en psychanalyse et plus largement encore en psychothérapie.
La question porte en particulier sur le mode de purgation qui a lieu : s'agit-il d'une purgation morale, ou Aristote a-t-il simplement dit que le mode de représentation fait en sorte que l'on ne ressent pas ces émotions au premier degré ? Entre les deux interprétations, la différence porte sur l'enjeu de la purgation : dans un cas, il s'agit de la morale, dans l'autre de la seule esthétique. D'autre part, sur la cause de la purgation : dans un cas, il s'agit des exemples montrés sur la scène, dans l'autre, du seul dispositif de la représentation théâtrale.

#### Interprétation morale de la catharsis
Dans l'interprétation classique de la catharsis, elle est une méthode de « purgation des passions », ou purification émotionnelle, utilisant des spectacles ou histoires tragiques considérées comme édifiantes.
Utilisée notamment par le cinéma, le théâtre et la littérature, elle montre le destin tragique de ceux qui ont cédé à ces passions. En vivant ces destins malheureux par procuration, les spectateurs ou lecteurs sont censés prendre en aversion les passions qui les ont provoquées. Pour que cette catharsis soit possible, il faut que les personnages soient en imitation (mimêsis) des passions humaines, le meilleur exemple, pour Aristote, étant Œdipe Roi de Sophocle.

#### Interprétation esthétique de la catharsis
Certains critiques contemporains considèrent que la catharsis est un concept avant tout esthétique plutôt que moral, tel que l'entendaient surtout les théoriciens classiques. Cette interprétation met l'accent sur le plaisir que procure la tragédie au spectateur : il est le résultat de la représentation de passions pénibles sous une forme épurée que leur donne l'art du poète. La représentation artistique tire donc son pouvoir du plaisir naturel suscité par les représentations (mimèsis) du réel, que souligne Aristote dans le chapitre 4 de la Poétique : « Nous prenons plaisir à contempler les images les plus exactes de choses dont la vue nous est pénible dans la réalité, comme les formes d'animaux les plus méprisés et des cadavres […] ».

## Psychanalyse
En psychanalyse, la catharsis est un concept apparu pour la première fois en 1893 dans la « Communication préliminaire » qui servira de premier chapitre aux Études sur l'hystérie (1895) de Josef Breuer et Sigmund Freud.
C'est la prise de conscience par laquelle un sujet se remémore un événement traumatique passé, le revit puis le dépasse dans le cadre d'une cure psychanalytique. La catharsis repose sur l'abréaction des affects liés au traumatisme, c'est-à-dire la décharge émotionnelle qui accompagne la prise de conscience. La catharsis est ainsi le processus, parfois émotionnellement violent, au travers duquel le sujet se libère du refoulement. La catharsis est le premier pas nécessaire d'une mise à distance, ou d'une objectivation du trauma qui peut aboutir à un véritable processus de perlaboration de l'événement, c'est-à-dire son intégration, par les moyens du langage, dans l'histoire du sujet.
Selon Jean-Michel Vivès, Sigmund Freud s'intéresse beaucoup moins à l'aspect médical, technique de la catharsis qu'à son aspect éthique.

## Psychologie sociale
Pour Leyens (1979), « la catharsis se définit d'une maniére générale comme la diminution, voire l'extinction, de comportements et de sentiments agressifs, due à une expression préalable de l'agression ». Cette définition a été utilisée dans le cadre d'études sur l'agression. Cette conception de la catharsis selon Leyens (1979) est issue d'une « explication théorique la plus populaire du modèle hydraulique » des éthologues allemands tel que Konrad Lorenz. La manière traditionnelle en Psychologie sociale de vérifier la catharsis consiste à irriter un sujet, à l'engager dans une activité censée être cathartique, et à mesurer l'agression résiduelle qui est comparée à celle d'un autre sujet n'ayant pas bénéficié d'une telle activité. Les différents types d'activités prétendument cathartiques : la fantasmatisation agressive comme le rêve éveillé, le spectacle de films violents, l'audition d'humour corrosif, les attaques physiques et verbales.
Le modèle hydraulique selon Leyens (1979) a montré ses limites tout comme le modèle de la réduction de la tension. Le biais de la notion de catharsis vient du fait que « les paradigmes traditionnels de l'agression l'avait considéré comme un fait individuel explicable en termes de psychologie générale : activation, énergie motivationnelle, pulsion d'agression, etc. ».
Or, l'agression est essentiellement une interaction sociale. Ce type d'approche de l'interaction trouvera un prolongement dans les approches dites écologiques Bateson, Watzlawick (1967), que ce soit en terme théorique ou thérapeutique. Elle marque l'empreinte de la cybernétique dans les sciences humaines.

## Thérapie
Dans la médecine traditionnelle gréco-romaine, cathartique se dit d'un purgatif dont l'action est intermédiaire entre celle des laxatifs et celle des drastiques, et qui a également souvent un effet émétisant.

## Théâtre
L'idée de catharsis, telle qu'Aristote la formule dans sa Poétique, fait partie des concepts traversant l'histoire du théâtre. Les actions des personnages et leurs issues souvent funestes, dans la tragédie, susciteraient la crainte et la pitié et le spectateur se verrait alors allégé, purgé, des passions dont il vient de voir la représentation scénique. Cette mécanique cathartique a longuement été discutée, notamment par les dramaturges du XVIIe siècle.
Pour Racine, il s'agit d'une question morale, prise en charge non plus par la représentation mais par la virtuosité de l'écriture. C'est ce qu'il résume dans la préface de Phèdre :

« […] les moindres fautes y sont sévèrement punies ; la seule pensée du crime y est regardée avec autant d'horreur que le crime même ; […] et le vice y est peint partout avec des couleurs qui en font connaître et haïr la difformité. C'est là proprement le but que tout homme qui travaille pour le public doit se proposer ; et c'est ce que les premiers poètes tragiques avaient en vue sur toute chose. »

Corneille, quant à lui, se montre dubitatif quant à cette notion et à son mécanisme ; c'est ce qu'il exprime dans l'un de ses discours sur la poésie dramatique, en prenant l'exemple de la réception du Cid par le public :

« Cette pitié nous doit donner une crainte de tomber dans un pareil malheur, et purger en nous ce trop d'amour qui cause leur infortune et nous les fait plaindre ; mais je ne sais si elle nous la donne, ni si elle le purge, et j'ai bien peur que le raisonnement d'Aristote sur ce point ne soit qu'une belle idée, qui n'ait jamais son effet dans la vérité. »

On retrouve également une mise en cause du fonctionnement cathartique chez Bertolt Brecht, pour qui la catharsis est profondément liée avec l'identification du spectateur au personnage ; identification qu'il rejette absolument, au profit d'une mise à distance (Verfremdung) du spectateur. La catharsis n'y est plus alors ni une spécificité de la mimesis ou un trait de l'écriture dramatique : elle y est considérée comme une « "expérience affective" lors de laquelle l’activité intellectuelle du spectateur serait entièrement "épuisée" ».

Diverses réinterprétations poétiques de ce mécanisme cathartique continuent d'irriguer les dramaturgies contemporaines, que ce soit chez Edward Bond, Heiner Müller, Fabrice Melquiot ou Wajdi Mouawad.

## Littérature
Dans son essai Petit Organon pour le théâtre, Bertolt Brecht écrit :

« Autour de nous, des silhouettes immobiles, plongées dans un état étrange ; ces spectateurs semblent tendre tous leurs muscles dans un violent effort, ou s'abandonner à un état de profond épuisement. Aucune communication des uns aux autres, on dirait une réunion de dormeurs qu'agitent de mauvais rêves... Ils ne regardent pas : ils boivent du regard : ils n'écoutent pas : ils absorbent par les oreilles. Regarder et écouter sont des activités plaisantes à l'occasion, mais ces gens semblent dispensés de toute activité et comme "manœuvrés" à leur insu. L'état d'égarement dans lequel ils sont plongés, livrés semble-t-il à des impressions confuses mais violentes, est d'autant plus profond que les acteurs sont meilleurs. »

On pourra retrouver cette critique dans les idées du mouvement situationniste. Un de ses fondateurs et membres phares, Guy Debord, écrira par la suite La Société du Spectacle qui renforce encore cette dénonciation.